# Victims of the Modern Age
Victims of the Modern Age è il secondo album in studio del supergruppo musicale Star One, pubblicato nel 2010 dalla Inside Out Music.

## Tracce
1. Down the Rabbit Hole – 1:20
2. Digital Rain – 6:23
3. Earth That Was – 6:08
4. Victim of the Modern Age – 6:27
5. Human See, Human Do – 5:14
6. 24 Hours – 7:20
7. Cassandra Complex – 5:24
8. It's Alive, She's Alive, We're Alive – 5:07
9. It All Ends Here – 9:46

CD bonus nell'edizione speciale
1. As the Crow Dies – 4:42
2. Two Plus Two Equals Five – 5:04
3. Lastday – 4:46
4. Closer to the Stars – 5:11
5. Knife Edge – 4:25 – originariamente interpretata dagli Emerson, Lake & Palmer
6. Video: Making of Victims of the Modern Age – 36:00

## Formazione
Gruppo
- Sir Russell Allen – voce
- Damian Wilson – voce
- Dan Swanö – voce
- Floor Jansen – voce
- Arjen Anthony Lucassen – chitarra, organo Hammond, mellotron, sintetizzatore analogico, solina strings, voce (CD 2: tracce 3 e 5)
- Peter Vink – basso
- Ed Warby – batteria
- Gary Wehrkamp – assolo di chitarra (CD 1: tracce 2, 3, 5 e 7)
- Joost van den Broek – assoli di tastiera (CD 1: tracce 2, 3, 5 e 8; CD 2: traccia 5)

Altri musicisti
- Mike Andersson – voce (CD 2: traccia 1)
- Rodney Blaze – voce (CD 2: traccia 2)
- Tony Martin – voce (CD 2: traccia 4)